# Palgon
Palgon (tibétain : དཔལ་མགོན, Wylie : dpal mgon, tibétain de l'Amdo : [χʷalɡon] ; chinois : 华尔贡 ; pinyin : Huá ěr gòng), né en juin 1949, dans le comté de Machu de la préfecture de Kanlho, province du Gansu, est un médecin, directeur de l'hôpital du comté de Machu et musicien amateur tibétain. Il est le premier joueur de dranyen (luth tibétain) et de mandoline de l’Amdo.

## Biographie
Après avoir obtenu son diplôme du département médical du Northwest Minzu University (en) en 1970, il est affecté au centre de santé de Tseuruma (chinois : Cairima) du comté de Machu. Après 1974, il est directeur adjoint puis directeur de l'hôpital du comté de Machu.
Palgon devient célèbre grâce à la radio, et la diffusion de ses chansons au début des années 1980, période d'ouverture après la révolution culturelle. Il fut l'un des premiers artistes à produire des cassettes et des CDs.
En 1981, Palgon remporte le premier prix de création et le deuxième prix de chant au Congrès culturel de la préfecture de Gannan. Les chansons de musique tibétaines qu'il a composées et chantées sont alors successivement diffusées sur la station de radio de la préfecture de Gannan, la station de radio centrale internationale de Lhassa, Gansu Qinghai, Sichuan, Yunnan, Mongolie intérieure et d'autres stations de radio, devenant célèbres dans toutes régions tibétaines de la Chine.
Palgon est célèbre pour avoir composé la chanson Aku Pema, l'une des plus populaires au début des années 2000, autant parmi les Tibétains en exil qu'au Tibet central et en Amdo.
Palgon est un proche de Jigme Tenpe Wangchug, le 6e Gungthang Rinpoché, abbé du monastère de Labrang Tashikyil dans la province du Gansu. Les moines de ce monastère jouent traditionnellement des instruments laïcs, et Gungthang Rinpoché a enseigné le dranyen à Palgon. Palgon enseigna par la suite le dranyen à Gonpo Dondrup, à la demande de Gungthang Rinpoché.
Palgon a formé des chanteurs/luthistes comme Dube, Dore, Yungdrung Gyal, Gonpo Dondrup et Sonam Gonpo.